# Шнорхел
Шнорхел (от немски: Schnorchel) е тръба, която позволява на плувец, плавателен съд или превозно средство да поема въздух, докато е под вода.

## Шнорхел на гмуркач
Шнорхелът, използван от гмуркачите, представлява тръба, дълга около 30 сантиметра и снабдена с подходящ наустник. Обикновено е направена от пластмаса и има формата на латинската буква J. Използва се за вземане на въздух от надводната повърхност, когато носът и устата са във водата.
Най-обичайният вид шнорхел е проста тръба, която се изпълва с вода, когато плувецът се гмурне. Щом изплува, той трябва да изтласка водата от шнорхела със силно издишване. Някои съвременни шнорхели имат специален резервоар в наустника, който позволява на шнорхела да задържа малко количество вода, без то да бъде вдишано. По-усложнени шнорхели имат еднопосочен клапан в този резервоар, който позволява той да се изпразва, щом достигне определено ниво. Други шнорхели имат клапан на горния край на тръбата, който я затваря при потапяне и я задържа пълна с въздух.
Максималната дължина на тръбата е около 50 сантиметра. По-дълга тръба би пратила белите дробове на гмуркача на по-голяма дълбочина, където налягането на водата е по-високо и дробовете не биха могли да се издуят, щом плувецът вдиша, защото мускулите, които разширяват дробовете, не са достатъчно силни, за да работят при по-високото налягане.

## Шнорхел на подводница
Шнорхелът при подводниците е устройство, което позволява подводницата да взема въздух от повърхността, докато е потопена. Изобретена е от нидерландци преди Втората световна война и е широко използвана в германските подводници през войната.